# یانه هاپونن
یانه هاپونن (فنلاندی: Janne Happonen؛ زادهٔ ۱۸ ژوئن ۱۹۸۴) اسکی‌باز پرش اهل فنلاند است.